# 완벽한 아내
《완벽한 아내》는 2017년 2월 27일부터 2017년 5월 2일까지 KBS 2TV에서 방송된 월화 미니시리즈이며 심재복(고소영 분)의 '밋밋한' 캐릭터 탓인지 한자릿수 시청률로 기대 이하의 성적에 그쳤고, 외주제작사 KBS 미디어는 해당 작품 이후 드라마사업팀을 자회사 몬스터유니온으로 이관했다.
fromis 9의 장규리가 아이돌학교에 참가하기 전에 이 드라마에서 단역으로 출연했다.

## 줄거리
드센 아줌마로 세파에 찌들어 살아오던 주인공이 예기치 못한 사건에 휘말리면서 잊었던 여성성을 회복하고 삶의 새로운 희망과 생기발랄한 사랑을 찾게 되기까지의 이야기.

## 등장인물

### 주요 인물
- 고소영 : 심재복 역
- 윤상현 : 구정희 역
- 조여정 : 이은희 / 문은경 역 (아역 : 김수민)
- 성준 : 강봉구 역

### 재복의 주변 인물
- 김정난 : 나혜란 역
- 정수영 : 김원재 역

### 정희의 주변 인물
- 임세미 : 정나미 역
- 김규철 : 조영배 역
- 이용이 : 구정희의 어머니 역

### 은희의 주변 인물
- 남기애 : 최덕분 / 문형선 역

### 봉구의 주변 인물
- 인교진 : 홍삼규 역

### 그 외 인물
- 전세현 : 허문숙 역
- 박준면 : 양순봉 역
- 허은정 : 손유경 역
- 최권수 : 구진욱 역
- 이지원 : 채리 역
- 김보민 : 구혜욱 역
- 이재욱 : 의사 역
- 엔 : 브라이언 리 역 (아역 : 신재원)
- 엄지만 : 형사 역
- 박영수
- 강두 : 하 실장 역
- 이민성 : 잭 역
- 박웅비 : 제시 역
- 전헌태 : 사무장 역
- 김주령

### 특별출연
- 이유리 : 이정순 / 이은경 / 이유리 역
- 염동헌
- 장혁진 : 박 사장 역
- 신현준 : 차경우 역
- 김지민
- 홍윤화
- 허민

## 시청률
최저 시청률과 최고 시청률은 시청률 조사회사와 지역별로 시청률에 차이가 있을 수 있습니다.
| 2017년 | 2017년   | 2017년         | 2017년       | 2017년         | 2017년       |
| 회차   | 방송일   | TNmS 시청률    | TNmS 시청률  | AGB 시청률     | AGB 시청률   |
| 회차   | 방송일   | 대한민국(전국) | 서울(수도권) | 대한민국(전국) | 서울(수도권) |
| ------ | -------- | -------------- | ------------ | -------------- | ------------ |
| 제1회  | 2월 27일 | 3.0%           | 3.2%         | 3.9%           | 4.1%         |
| 제2회  | 2월 28일 | 3.8%           | 3.9%         | 4.9%           | 5.0%         |
| 제3회  | 3월 6일  | 4.1%           | 4.4%         | 5.1%           | 5.3%         |
| 제4회  | 3월 7일  | 3.4%           | 3.6%         | 4.9%           | 5.1%         |
| 제5회  | 3월 13일 | 3.8%           | 4.2%         | 3.5%           | 3.9%         |
| 제6회  | 3월 14일 | 3.7%           | 3.9%         | 4.7%           | 5.0%         |
| 제7회  | 3월 20일 | 2.7%           | 2.8%         | 3.5%           | 3.6%         |
| 제8회  | 3월 21일 | 2.7%           | 3.0%         | 4.4%           | 4.7%         |
| 제9회  | 3월 27일 | 4.1%           | 4.2%         | 6.4%           | 6.5%         |
| 제10회 | 3월 28일 | 4.3%           | 4.4%         | 6.1%           | 6.2%         |
| 제11회 | 4월 3일  | 3.8%           | 3.9%         | 5.3%           | 5.4%         |
| 제12회 | 4월 4일  | 4.7%           | 5.0%         | 5.6%           | 5.8%         |
| 제13회 | 4월 10일 | 4.6%           | 4.9%         | 4.8%           | 5.0%         |
| 제14회 | 4월 11일 | 4.7%           | 5.1%         | 5.4%           | 5.8%         |
| 제15회 | 4월 17일 | 4.6%           | 4.7%         | 5.0%           | 5.1%         |
| 제16회 | 4월 18일 | 5.2%           | 5.5%         | 5.7%           | 6.0%         |
| 제17회 | 4월 24일 | 4.8%           | 5.3%         | 4.8%           | 5.2%         |
| 제18회 | 4월 25일 | 4.7%           | 5.2%         | 4.9%           | 5.5%         |
| 제19회 | 5월 1일  | 5.1%           | 5.3%         | 4.9%           | 5.0%         |
| 제20회 | 5월 2일  | 6.5%           | 7.0%         | 6.1%           | 5.9%         |

## 동시간대 드라마
SBS 월화드라마
- 《피고인》 : 2017년 1월 23일 ~ 2017년 3월 21일
- 《귓속말》 : 2017년 3월 27일 ~ 2017년 5월 23일

MBC 월화드라마
- 《역적 : 백성을 훔친 도적》 : 2017년 1월 30일 ~ 2017년 5월 16일

## 같이 보기
- 대한민국의 텔레비전 드라마 목록 (ㅇ)
- 2017년 대한민국의 텔레비전 드라마 목록

## 수상
- 2017년 KBS 연기대상 중편드라마부문 여자 우수상 조여정